# III. Oldenburgischer Deichband
Der III. Oldenburgische Deichband ist ein im Jahr 1855 gegründeter Deichverband mit Sitz in Jever. Er wird von der gemeinsamen Geschäftsstelle der Wasser- und Bodenverbände im Landkreis Friesland verwaltet.

## Verbandsgebiet

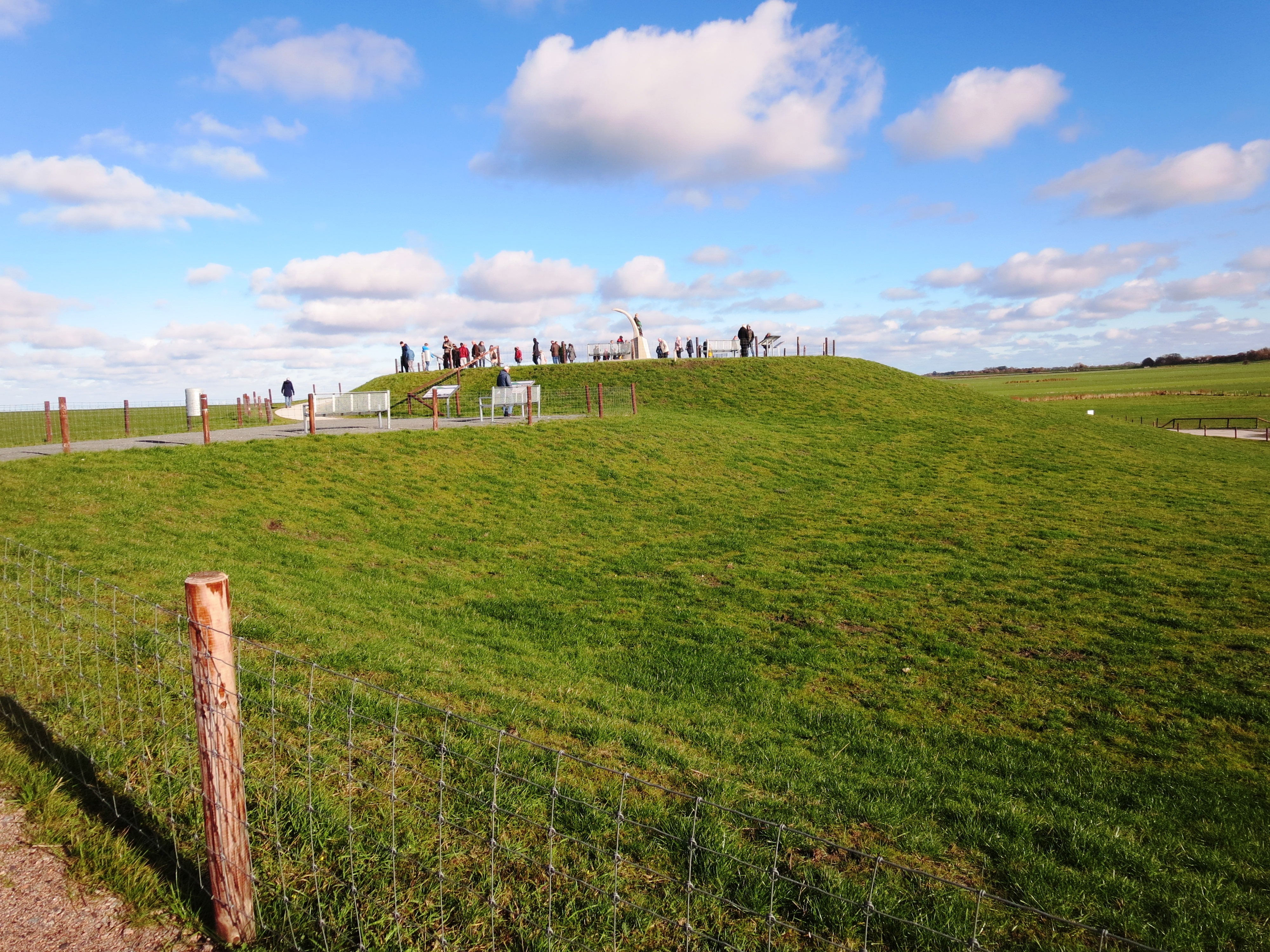
Aussichtshügel des Deichbands am Küstenschutz-Camp im Elisabethgroden

Der Deichverband ist für ein circa 50.000 Hektar großes Gebiet im Landkreis Friesland und der kreisfreien Stadt Wilhelmshaven zuständig. Dieses geschützte Gebiet, welches alle im Schutz der Hauptdeiche gelegenen Grundstücke bis zu einer Höhe von NN +5,00 m inklusive der innerhalb dieses Gebietes liegenden höheren Bodenerhebungen umfasst, erstreckt sich über die kreisfreie Stadt Wilhelmshaven, die Gemeinden Sande, Schortens, Wangerland und die Stadt Jever sowie Teile der Gemeinden Bockhorn, Zetel, Friedeburg und der Stadt Varel.
Die Hauptdeichlinie im Zuständigkeitsbereich des III. Oldenburgischen Deichbandes ist 59,8 Kilometer lang. Sie erstreckt sich vom Generalplankilometer 227,3 auf der Kreisgrenze zwischen dem Landkreis Friesland und dem Landkreis Wittmund bei Harlesiel bis zum Generalplankilometer 287,1 auf der Ostseite des Dangaster Tiefs bei Dangast. Die Hauptdeichlinie ist in fünf Deichzüge unterteilt. Der 1. Deichzug umfasst die Deichverbandskilometer 0,0 bei Harlesiel bis 17,45 bei Horumersiel, der 2. Deichzug die Deichverbandskilometer 17,45 bis 26,7 am Hooksieler Binnentief, der 3. Deichzug die Deichverbandskilometer 26,7 bis 38,8 beim Heppenser Groden in Wilhelmshaven, der 4. Deichzug die Deichverbandskilometer 38,8 bis 45,9 am Banter See in Wilhelmshaven und der 5. Deichzug die Deichverbandskilometer 45,9 bis 59,8 bei Dangast.
In der Verantwortung des III. Oldenburgischen Deichbandes befindet sich seit dem 1 Januar 2006 auch ein 3,7 Kilometer langer Abschnitt des Hauptdeiches in Wilhelmshaven, welcher zwischen dem Banter Siel und dem Marinestützpunkt verläuft und bisher vom Niedersächsischen Landesbetrieb für Wasserwirtschaft, Küsten- und Naturschutz betreut wurde.
Zu der Hauptdeichlinie kommt noch eine rund 40 Kilometer lange zweite Deichlinie am Elisabethgroden, zwischen Horumersiel und Hooksiel und im Bereich der Voslapper, Rüstersieler und Heppenser Groden.
Das Verbandsgebiet des III. Oldenburgischen Deichbandes grenzt im Westen an das Verbandsgebiet der Deichacht Esens-Harlingerland und im Süden an das Verbandsgebiet des II. Oldenburgischen Deichbandes.

## Verbandsstruktur
Der Verband wird von einem Ausschuss vertreten, der von den Verbandsmitgliedern gewählt wird. Der Ausschuss besteht aus 17 Mitgliedern und wählt seinerseits einen Vorstand, der mit fünf Mitgliedern besetzt ist. Für die Überwachung der einzelnen Deichabschnitte und daran durchzuführender Arbeiten setzt der Verband vom Vorstand zu berufende Deichgeschworene ein.
Mitglieder des Verbandes sind alle Grundeigentümer und Erbbauberechtigten der im Verbandsgebiet gelegenen Grundstücke.

## Aufgaben
Der Deichverband hat die Aufgabe, Grundstücke im Verbandsgebiet vor Sturmfluten und Hochwasser zu schützen. Dazu unterhält er die im Verbandsgebiet liegenden Deiche.
Die Deichabschnitte werden größtenteils mit Schafen beweidet. Die Schafe halten das Gras kurz und treten den Boden fest. Sie sorgen so für eine kurze, geschlossene und feste Grasnarbe, die für die Deichsicherheit wichtig ist. Der III. Oldenburgische Deichband unterhält dafür Deichschäfereien am Elisabethgroden und am Voslapper Groden.